# Pièce de 2 dinars algériens
La pièce de 2 dinars est l'une des divisions du dinar algérien en circulation de type mono-métallique. Son émission a été décidée par le conseil de la monnaie et du crédit en date du 28 juin 1994.

## Description
Les pièces de 2 dinars sont formées d'un alliage à base de Acier inoxydable de couleur gris acier, elles ont un diamètre de 22,50 mm, une épaisseur de 1,84 mm et une masse de 5,10 g.

## Revers
Le motif principal de cette pièce est la tête d'un dromadaire orientée vers la droite. La partie supérieure de la pièce comporte un motif circulaire, inspiré d'un décor architectural de l’époque Almoravide, formant un cercle presque complet, et juste au-dessus, il y a un double millésime hégirien et grégorien de l’année de frappe.

## Avers
Le motif principal est le chiffre deux, inspiré d'un décor architectural de l'époque Almoravide, à l’intérieur de la carte du pays, en plus des deux mentions en arabe : le nom de la Banque d'Algérie (en arabe : بنك الجزائر) sur la partie supérieure, et le nom de l'unité nationale (en arabe : ديناران) sur la partie inférieure, séparées horizontalement par deux étoiles.